# Hans Jenner
Hans Bruno Moritz Wilhelm Jenner (* 27. April 1882 in Posen; †  1954) war ein preußischer Oberregierungsrat, Politiker und Landrat des Oberlahnkreises.

## Leben
Hans Jenner war ein Sohn des Karlsruher Rechnungsrats Karl Jenner. Nach Ende seiner schulischen Ausbildung absolvierte er ein Studium der Rechtswissenschaften, das er mit einer Promotion zum Dr. jur. abschloss. Im Anschluss war er von 1904 bis 1908 Gerichtsreferendar und von 1908 bis 1914 Gerichtsassessor in Elsaß-Lothringen. Ab 1914 war er bei der Staatsanwaltschaft Saargemünd tätig, worauf er Amtsrichter in Mülhausen und ab 1915 Landrichter beim dortigen Landgericht wurde. Nach seiner 1918/19 erfolgten Ausweisung aus Elsaß-Lothringen wurde er beim Reichsministerium des Innern tätig. 1919/1920 war er ständiger Vertreter des Reichskommissars bei der Reichszentralstelle für die Vertriebenenfürsorge in Freiburg im Breisgau.
Nach seiner Beförderung zum Regierungsrat war er als Referent für Elsaß-Lothringen erneut im Ministerium des Innern tätig. Im September 1921 wurde er mit der Verwaltung des Oberlahnkreises in Weilburg betraut, wo er im Januar 1922 zum Landrat ebenda ernannt wurde. Im November 1931 wurde er zunächst in den einstweiligen Ruhestand versetzt, anschließend aber bei der Regierung in Liegnitz beschäftigt, bevor er zum 1. Januar 1934 zum Oberregierungsrat ernannt wurde. In dieser Funktion war er ab August 1937 bei der Regierung Hannover und ab September 1938 bei der Regierung Arnsberg tätig. Jenner blieb bei der Bezirksregierung in Arnsberg, zunächst bis 1945 als Kommunalreferent und anschließend als Regierungsvizepräsident, ehe er bis 1950 als Ministerialdirektor in das Innenministerium des neu gebildeten Bundeslandes Nordrhein-Westfalen wechselte.

## Politik
Hans Jenner war von 1926 bis 1929 Mitglied des Nassauischen Kommunallandtags des preußischen Regierungsbezirks Wiesbaden bzw. des Provinziallandtags der Provinz Hessen-Nassau für den Wahlbezirk Oberlahn-Usingen. Dort war er u. a. Mitglied des Sozialpolitischen, des Beamten- und des Eingabenausschusses. Von 1926 bis 1929 war stellvertretendes Mitglied des Landesausschusses der Deutschen Demokratischen Partei.

## Familie
Hans Jenner war mit einer geborenen Streitberger verheiratet, deren Vorname oder weitere Lebensdaten nicht überliefert sind.

## Weblink
- Jenner, Hans J.. Hessische Biografie. (Stand: 27. April 2023). In: Landesgeschichtliches Informationssystem Hessen (LAGIS).